# المركز الوطني للأرصاد
المركز الوطني للأرصاد هو مركز حكومي سعودي، تأسس بموافقة مجلس الوزراء في مارس 2019، بعد إلغاء الهيئة العامة للأرصاد وحماية البيئة.

## الأهداف
يهدف المركز إلى الرصد والمراقبة لحالة الطقس والمناخ والعناصر التي يتأثران بها، وكذلك للظواهر الجوية والبحرية وتأثيراتها على أشكال الحياة.

## المهام
1- وضع مبادرات وبرامج ومشروعات للأرصاد، ومتابعة تنفيذها.
2- وضع خطط تنفيذية للعمل، ومتابعة تنفيذها.
3- اقتراح المقاييس والمعايير والضوابط والاشتراطات الأرصادية فيما يتعلق باختصاصه، ورفعها إلى الوزارة للاعتماد.
4- رصد حالة الطقس والمناخ والعناصر التي يتأثران بها، ورصد الظواهر الجوية والبحرية، وإعداد التوقعات الجوية قصيرة وطويلة المدى في جميع مناطق المملكة على مدار الساعة.
5- بناء شبكات ومحطات للأرصاد والقياس، وتشغيلها، واختبارها، ومعايرتها، وإدارتها.
6- تحليل القياسات والبيانات والمعلومات المتعلقة بالطقس والمناخ والظواهر الجوية والبحرية، وتبادلها مع الجهات المعنية، وإجراء المحاكاة، وإصدار التقارير في شأنها.
7- وضع قاعدة بيانات وطنية مستمرة وموثقة تشمل بيانات الطقس والمناخ.
8- بناء شبكات الاتصالات والتحذير والإنذار المبكر، وتشغيلها، فيما يتعلق بحالة الطقس والمناخ.
9- إصدار التحذير والإنذار المبكر عن حالة الطقس والمناخ للجهات الحكومية المعنية ولأفراد المجتمع.
10- إصدار توقعات الطقس والمناخ للجهات المعنية بتوقيت مناسب.
11- إصدار التراخيص والتصاريح المتعلقة باختصاصاته.
12- إقرار القواعد والشروط والضوابط المتعلقة بالتراخيص والتصاريح التي يصدرها، وتحديد المقابل المالي لها وتحصيله.
13- إعداد خطط التأهب وقيادة الاستجابة لحالات الطوارئ الخاضعة لاختصاصاته، وتنفيذها.
14- الحصول من الأفراد والجهات الحكومية وغير الحكومية على المعلومات والبيانات المتعلقة باختصاصاته وما يحتاج إليه.
15- تشجيع الاستثمار والتمويل في المجالات ذات العلاقة باختصاصاته.
16- إقامة البرامج التدريبية في المجالات ذات العلاقة باختصاصاته، وتشجيعها؛ لرفع مستوى الأداء لدى الكوادر الإدارية والفنية.
17- اعتماد برامج تدريبية مهنية وجهات مانحة لشهادات مختصة بالتدريب في المجالات ذات العلاقة باختصاصاته.
18- تنظيم نشاطات الإرشاد الأرصادي.
19- إعداد الدراسات والتقارير المتعلقة باختصاصاته، ومراجعتها.
20- التعاون مع الجامعات ومراكز البحوث والمؤسسات.
21- تشغيل المراكز الدولية التي تستضيفها المملكة ذات العلاقة باختصاصاته.
22- أي مهمة أخرى ذات صلة باختصاصاته.

## النظام الآلي للإنذار المبكر
هو نظام يهدف إلى إيصال إنذارات المراقبة للمستفيدين والجمهور بالسرعة المطلوبة، والتنبيه والتحذير من الظواهر الجوية، وتحديد المكان والزمان، بما فيها الأمطار الشديدة والأعاصير.

## المنصات والتطبيقات
في أبريل 2024 صرّح المركز الوطني للأرصاد في السعودية عن إطلاق خدمة رادارات الطقس التجريبية عبر تطبيق "أنواء"، للتعرف على أخبار الطقس بسهولة، وللاطلاع على توقعات الأمطار، حيث يتم نشر توقعات الطقس لخمسة أيام مقبلة، ويقدم التطبيق خرائط الإنذار المبكر، وتقديم خرائط توقعات الهطول، وكذلك خرائط للأشعة فوق البنفسجية ومحطات الطقس، كما يقدم قياس نسبة الرطوبة وخرائط درجات الحرارة وخرائط سرعة الرياح.